# Aaron Hughes
Aaron William Hughes OBE (Magherafelt, 8 november 1979) is een Noord-Iers voormalig voetballer die doorgaans als centrale verdediger speelde. Hij was profvoetballer van 1997 tot 2019 en kwam onder meer uit voor Newcastle United, Aston Villa en Fulham in de Premier League, waarin hij 455 wedstrijden speelde en vijf maal scoorde. Hughes debuteerde in 1998 voor Noord-Ierland en werd in 2016 de eerste Noord-Ierse veldspeler die zijn honderdste interland speelde.

## Clubcarrière
Hughes maakte zijn debuut in het betaald voetbal op 26 november 1997 voor Newcastle United in het Camp Nou tegen FC Barcelona. Later dat seizoen maakte hij zijn competitiedebuut tegen Sheffield Wednesday. In acht seizoenen verscheen hij in 205 competitiewedstrijden aan de aftrap. Hij hield Newcastles record van jongste speler in Europa totdat dat record verbroken werd in november 2006 door Andy Carroll. Voor de start van het seizoen 1999/00 kreeg hij het rugnummer 18 van Ruud Gullit. Sindsdien heeft Hughes nooit een ander rugnummer gedragen. Ook bij het nationaal elftal draagt hij sinds 2002 altijd het rugnummer 18. Op 20 mei 2005 werd Hughes voor anderhalf miljoen euro verkocht aan Aston Villa. In twee seizoenen speelde hij 54 competitiewedstrijden voor The Villans. Op 27 juni 2007 werd hij voor anderhalf miljoen euro verkocht aan Fulham. Op 4 december 2009 werd zijn contract verlengd tot medio 2013. Hughes maakte zijn eerste doelpunt voor Fulham op 26 december 2010 tegen West Ham United op Craven Cottage. Op 18 augustus 2011 maakte hij zijn eerste Europese doelpunt voor Fulham tegen het Oekraïense Dnipro Dnipropetrovsk. In september 2012 werd zijn contract nogmaals verlengd, ditmaal tot medio 2014. De contractperiode maakte Hughes niet af: in januari 2014 maakte hij de overstap naar Queens Park Rangers. Enkele maanden later vertrok hij naar Brighton & Hove Albion, maar ook daar bleef Hughes niet lang. Hij kon niet rekenen op een plaats in het basiselftal en verliet de Engelse competitie in de zomer van 2015 voor de Australische club Melbourne City, waar Hughes een contract voor één seizoen tekende.
In de nadagen van zijn carrière was Hughes actief in India bij Kerala Blasters. Laatst speelde hij voor het Schotse Heart of Midlothian. Op 12 juni 2019 zette een 39-jarige Hughes een punt achter een profcarrière van 22 jaar. Hij werd lid van de Orde van het Britse Rijk in december 2019, voor zijn geleverde bijdrage aan het voetbal.

## Interlandcarrière
Op 25 maart 1998 maakte Hughes zijn debuut in het Noord-Iers voetbalelftal in een vriendschappelijke interland tegen Slowakije (1–0 winst). Op 17 april 2002 droeg hij voor het eerst de aanvoerdersband tegen Spanje. Hij was aanvoerder van 2003 tot 2011. Wanneer Hughes geblesseerd was, nam zijn ploegmaat bij Fulham Chris Baird de aanvoerdersband over. Op 10 augustus 2011 maakte hij zijn eerste en enige interlanddoelpunt tegen de Faeröer. In september 2011 nam hij afscheid van het nationaal elftal om in februari 2012 uiteindelijk terug te komen op die beslissing.
Hughes werd in mei 2016 opgenomen in de selectie van Noord-Ierland voor het Europees kampioenschap voetbal 2016 in Frankrijk, de eerste deelname van het land aan een EK. In de aanloop naar dat toernooi speelde hij als eerste Noord-Ierse veldspeler ooit zijn honderdste interland. Dat gebeurde op zaterdag 4 juni, toen Noord-Ierland in Trnava met 0–0 gelijkspeelde tegen Slowakije en Hughes na 30 minuten inviel voor Craig Cathcart. Noord-Ierland werd in de achtste finale uitgeschakeld door Wales (0–1), dat won door een eigen doelpunt van de Noord-Ierse verdediger Gareth McAuley.